# 아놀드 스탱

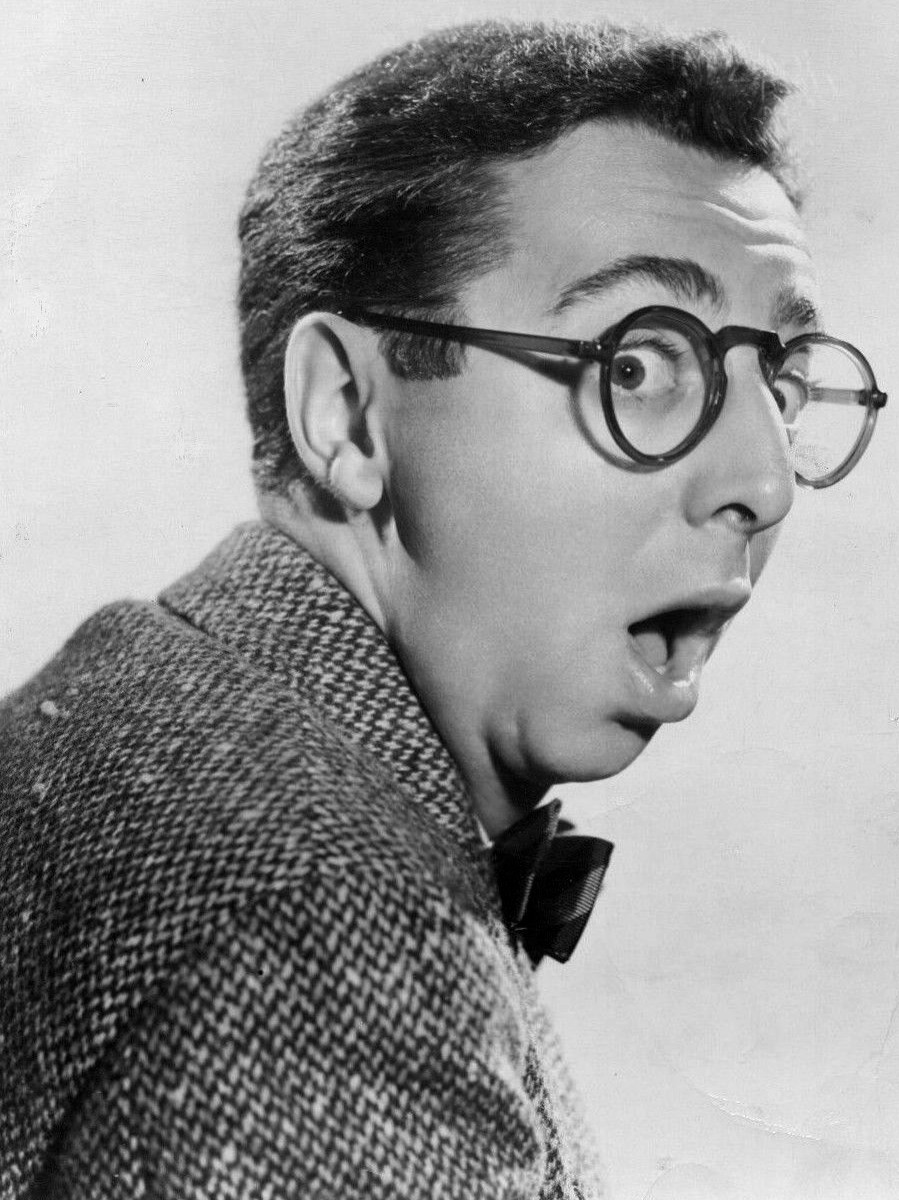

아널드 스탱(Arnold Stang, 1918년 9월 28일 ~ 2009년 12월 20일)은 미국의 텔레비전 배우, 영화배우, 성우이다.
뉴욕에서 태어났으며 뉴턴에서 사망하였다. 사인은 폐렴이다.

## 영화
- 개구쟁이 데니스 (1993년)
- 유령 아빠 (1990년)
- 119 구조대 (1972년)
- 뉴욕의 헤라클레스 (1970년)
- 스키두 (1968년)
- The Wonderful World of the Brothers Grimm (1963년)
- 매드 매드 대소동 (1963년)
- 황금팔을 가진 사나이 (1955년)
- 소 디스 이즈 뉴욕 (1948년)
- 데이 갓 위 컨버드 (1943년)